# Красный Бор (Любимский район)
Красный Бор — деревня в Любимском районе Ярославской области.
С точки зрения административно-территориального устройства входит в состав Осецкого сельского округа. С точки зрения муниципального устройства входит в состав Осецкого сельского поселения.

## География
Красный Бор находится на берегу реки Костромы, близ границы Ярославской и Костромской областей.

## История
На карте Менде Ярославской губернии 1857 года на месте деревни отмечена Красная гора.
В советское время в деревне работала комплексная бригада колхозов имени Крупской и «Власть Советов», занимавшаяся зерно-сенонозаготовкой и выпасом крупного рогатого скота. 
В 2000-х годах в деревне начало работать отделение агрофирмы «Рузбугино», в 2005 году оно занималось только сенозаготовкой. В 2005 году практически все жители были пенсионного возраста, а летом приезжало до 30 дачников, в том числе из Санкт-Петербурга, основным промыслами были рыбалка и ведение личного подсобного хозяйство, продукты в местный магазин возились из Закобякино. Население Красного Бора падает.

## Транспорт
Деревня труднодоступна автотранспортом, на катере можно добраться до Костромы.

## Население
| 2007 | 2010 |
| ---- | ---- |
| 1    | ↗5   |

| Год  | Число постоянных хозяйств | Численность населения, чел. | Численность населения, чел. | Численность населения, чел. |
| Год  | Число постоянных хозяйств | Всего                       | Зарегистрированных          | Незарегистрированных        |
| ---- | ------------------------- | --------------------------- | --------------------------- | --------------------------- |
| 2014 | 3                         | 5                           | 2                           | 3                           |
| 2015 | 3                         | 5                           | 2                           | 3                           |
| 2016 | 1                         | 8                           | 2                           | 6                           |

| Год  | Число постоянных хозяйств | Численность населения, чел. | Численность населения, чел.  | Численность населения, чел.         |
| Год  | Число постоянных хозяйств | Всего                       | Зарегистрированных постоянно | Зарегистрированных на 1 год и более |
| ---- | ------------------------- | --------------------------- | ---------------------------- | ----------------------------------- |
| 2017 | 1                         | 8                           | 2                            | 6                                   |
| 2018 | 1                         | 5                           | 1                            | 4                                   |
| 2019 | 1                         | 5                           | 1                            | 4                                   |
| 2020 | 1                         | 4                           | 1                            | 3                                   |